# Akita-Autobahn
Die Akita-Autobahn (japanisch 秋田自動車道 Akita jidōshadō, kurz 秋田道 Akitadō, englisch Akita Expressway) ist eine Autobahn in Japan. Die Autobahn führt als Ost-West-Route durch den Norden der Insel Honshū, von Kitakami über Akita nach Noshiro. Sie ist 187 Kilometer lang. Große Teile der Strecke sind wegen zu geringer Verkehrsdichte nur einspurig. Überholen ist hier in der Regel nicht möglich. Bis zum Kreuz Kawabe hat sie die Nummer E46 und bildet anschließend das nördliche Teilstück der E7.

## Straßenbeschreibung
Die Autobahn beginnt in Kitakami, im Süden der Präfektur Iwate, in einem breiten Tal, das von Norden nach Süden verläuft. Am Knoten mit der Tōhoku-Autobahn beginnt die Akita-Autobahn mit 2 × 1 Fahrspuren und führt nach Westen. Das Gelände wird dort abrupt bergig und die Straße steigt über eine kurze Distanz auf über 200 Meter. Die Straße führt durch viele einröhrige Tunnel, wo eine Geschwindigkeit von maximal 70 oder 80 km/h gilt. In der Gegend um Yokote führt die Straße wieder durch flachere Bereiche und biegt dann nach Nordwesten ab. Die Autobahn hat hier 2 × 2 Fahrspuren. Die Westküste von Honshū ist hügelig mit niedrigen Bergen und vielen Wäldern. Südlich von Akita endet die Autobahn an der Nihonkai-Tohoku-Autobahn, die nach Sakata verläuft. Ab hier hat die Autobahn wieder nur 2 × 1 Fahrspuren bis zum Ende.

## Geschichte
Die Straße wurde im Jahr 1983 im Zuge eines Bauprogramms von der japanischen Regierung errichtet. Am 25. Juli 1991 wurde der erste Teil um Akita eröffnet. Am 17. März 1993 folgte ein Teil bei Noshiro, das nördliche Ende der Akita-Autobahn. Zwischen 1994 und 1997 wurden mehrere Teile auf halbem Weg nach Yokote eröffnet. Am 13. November 1997 wurde der letzte Teil eröffnet. Zwischen 2001 und 2004 wurden verschiedene Teile auf 2 × 2 Fahrstreifen ausgebaut, insbesondere zwischen Morioka und Akita. Am 1. Oktober 2005 wurde die Autobahn privatisiert.

## Eröffnungsdaten der Autobahn
| von              | nach               | Länge [km] | Datum         |
| ---------------- | ------------------ | ---------- | ------------- |
| Yokote           | Akita              | 57         | 25. Juli 1991 |
| Hachiryū         | Noshiro            | 4          | 17. März 1993 |
| Kitakami         | Kitakami           | 9          | 4. Aug. 1994  |
| Yuda             | Yokote             | 20         | 10. Nov. 1995 |
| Akita            | Shōwa-Ogahantō     | 26         | 13. Nov. 1997 |
| Kotooka-Moritake | Hachiryū           | 13         | 30. März 2002 |
| Shōwa-Ogahantō   | Kotooka-Moritake   | 21         | 28. Sep. 2002 |
| Noshiro          | Noshiro            | 6          | 29. Juli 2006 |
| Noshiro          | Futatsui-Shirakami | 10         | 12. Aug. 2007 |

## Verkehrsaufkommen
Das Verkehrsaufkommen der Akita-Autobahn ist sehr niedrig, so dass die Autobahn großteils einspurig ist. Zwischen Kitakami und Yokote fahren durchschnittlich zwischen 5.500 und 7.100 Fahrzeuge pro Tag, in Akita bis zu 10.200 Fahrzeuge. Weiter nördlich sinkt das Aufkommen auf 5.000 Fahrzeuge pro Tag.

## Ausbau der Fahrbahnen
| von             | nach     | Länge [km] | Fahrspuren |
| --------------- | -------- | ---------- | ---------- |
| Tōhoku-Autobahn | Yokote   | 51         | 2 × 1      |
| Yokote          | Asahi    | 7          | 2 × 2      |
| Asahi           | Ōmori    | 11         | 2 × 1      |
| Ōmori           | Akita    | 38         | 2 × 2      |
| Akita           | Futatsui | 79         | 2 × 1      |